# Chara
Chara je název hvězdy β souhvězdí Honicích psů (Beta Canum Venaticorum). Chara má hvězdnou velikost +4,3m a spektrální třídu G0. Od Slunce je vzdálen 27,53 světelných let. Je druhou nejjasnější hvězdou souhvězdí Honicích psů. Spolu s jasnější hvězdou Cor Caroli je jižnější z dvojice psů v tomto souhvězdí, které představuje lovecké psy.

## Pojmenování
β Canum Venaticorum (latinizováno na Beta Canum Venaticorum) je Bayerovo označení hvězdy.
Tradiční název Chara byl původně aplikován na „jižního psa“, později se však používal konkrétně pro označení Beta Canum Venaticorum. Chara (χαρά) znamená v řečtině „radost“. V roce 2016 uspořádala Mezinárodní astronomická unie pracovní skupinu pro jména hvězd (WGSN), jejímž cílem bylo katalogizovat a standardizovat vlastní jména hvězd. První bulletin WGSN z července 2016 obsahoval tabulku prvních dvou šarží jmen schválených WGSN; který zahrnoval jméno Chara pro tuto hvězdu.
V systému tradičních čínských souhvězdí spadá Chara do souhvězdí 常 陳 (Cháng Chén, česky: Imperiální stráže), které se dále sestává z hvězd Alfa Canum Venaticorum, 10 Canum Venaticorum, 6 Canum Venaticorum, 2 Canum Venaticorum, a 67 Ursae Majoris. Čínské jméno pro samotnou Charu je pak 常 陳 四 (Cháng Chén sì, česky: Čtvrtá hvězda imperiální stráže.)

## Pozorování
Chara má spektrální klasifikaci G0 V, a je hvězda hlavní posloupnosti typu G. Od roku 1943 slouží spektrum této hvězdy jako jeden ze stabilních kotevních bodů, podle nichž jsou klasifikovány další hvězdy. Spektrum této hvězdy ukazuje velmi slabé emisní čáry jednotlivě ionizovaného vápníku (Ca II) z chromosféry, což z ní činí užitečnou referenční hvězdu pro referenční spektrum pro srovnání s jinými hvězdami v podobné spektrální kategorii. (Emisní čáry Ca-II jsou snadno pozorovatelné a lze je použít k měření úrovně aktivity v chromosféře hvězdy.)
Beta CVn je považována za chudou hvězdu na kovy, což znamená, že má ve srovnání se Sluncem poněkud nižší část prvků těžších než helium. Z hlediska hmotnosti, věku a vývojového stavu je však tato hvězda velmi podobná Slunci. V důsledku toho se nazývá solární analog. Je o 3 procenta hmotnější než Slunce, s poloměrem o 12 procent větším než Slunce a o 15 procent větší jasností.
Složky vesmírné rychlosti této hvězdy jsou (U, V, W) = (–25, 0, +2) km/s. V minulosti se předpokládalo, že se může jednat o spektroskopickou dvojhvězdu. Nezdá se však, že by další analýza údajů tuto skutečnost potvrdila. Navíc při hledání hnědého trpaslíka na oběžné dráze kolem této hvězdy v roce 2005 se nepodařilo objevit žádného takového společníka, alespoň na hranici citlivosti použitého nástroje.

## Obyvatelná zóna
V roce 2006 označila astronomka Margaret Turnbullová Charu za nejlepšího kandidáta na hvězdný systém, kde lze hledat mimozemské formy života. Vzhledem ke svým vlastnostem slunečního typu ji astrobiologové zařadili mezi nejvíce astrobiologicky zajímavé hvězdy do vzdálenosti 10 parseků od Slunce. U hvězdy však nebyly objeveny žádné planety.